# Биста Силвестера Хајнала
Биста Силвестера Хајнала из 2007. године налази се у Сомбору.

## Подизање споменика
Подизање спомен-бисте Силвестеру Хајналу (1956-2002), прослављеном диригенту и оснивачу Мешовитог омладинског хора "Јувентус Кантат", поверено је академском вајару Сави Халугину из Суботице. Споменик је откривен 30. јуна 2007. године. Свечани чин откривања уприличили су чланови Дечјег хора "Војислав Воја Илић", хорови "Јувентус Кантат" и Српски православни црквени хор "Цар Константин и царица Јелена". Споменик су открили најмлађи чланови Дечјег хора "Војислав Илић".

## О спомен-бисти
Спомен-биста је бронзани портрет без попрсја, у форми модерног експресивног стила, на каменом стубном постаменту рустичне обраде. Налази се код зграде Галерије Милан Коњовић и између улица Змај Јовине и Лазе Костића.